# (2901) Bagehot
(2901) Bagehot (1973 DP) – planetoida z pasa głównego asteroid okrążająca Słońce w ciągu 4,85 lat w średniej odległości 2,86 au. Odkryta 27 lutego 1973 roku.